# San Francisco de Dos Ríos
San Francisco de Dos Ríos è un distretto della Costa Rica facente parte del Cantone di San José, nella provincia omonima. 

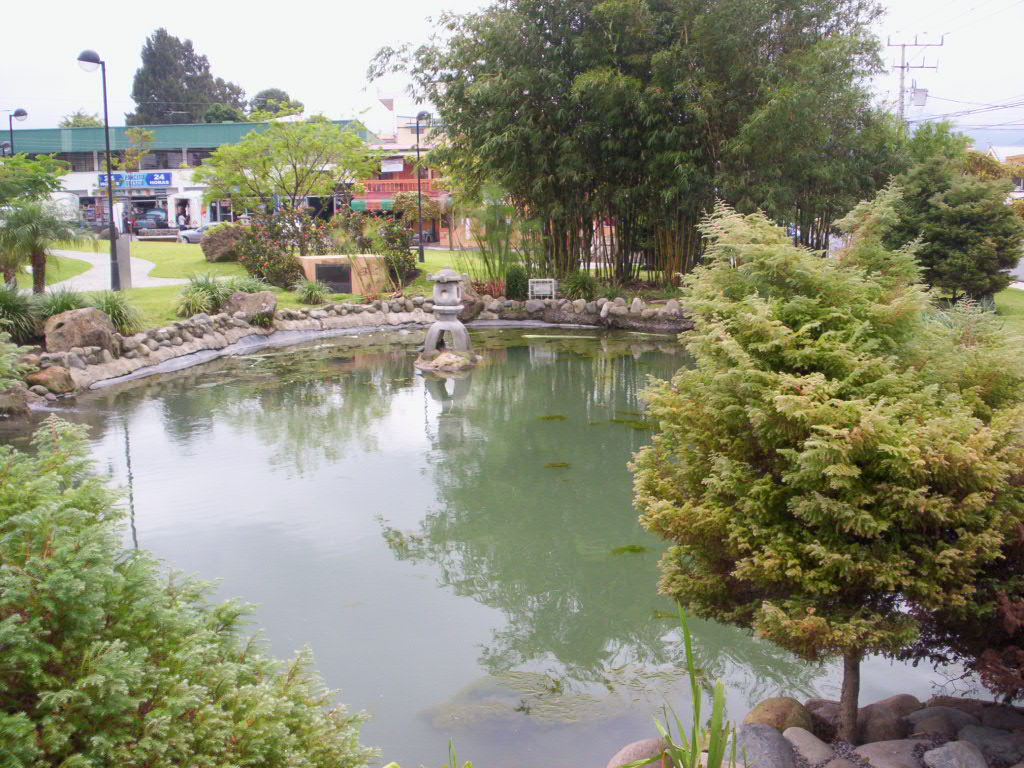
Il Parco Okayama

Il distretto fa parte dell'area urbana della capitale San José e si tratta di una zona residenziale particolarmente avanzata, che ospita una nutrita comunità straniera, composta da colombiani, cinesi e statunitensi, concentrati nel quartiere El Bosque. L'economia di questo centro gravita sulle attività commerciali, disposte per lo più lungo la Calle de San Francisco e lungo la Radial, strada che mette in collegamento Zapote e il Cantone di Desamparados. I servizi consistono principalmente in bar, pizzerie e ristoranti; il loro giro d'affari si svolge per la gran parte nelle ore notturne, creando un'atmosfera vivace. La città è abbellita dal grande Parco Okayama, ispirato all'omonima città giapponese, con cui San Francisco ha stretto una relazione di gemellaggio.

## Geografia fisica
San Francisco sorge a sud-est della capitale costaricana, e confina con i cantoni di Desamparados e Curridabat. È a sua volta suddiviso in diciannove rioni (barrios):
- Abogados
- El Bosque
- La Cabaña
- Camelias
- Cinco Esquinas
- Coopeguaria
- El Faro
- Fátima
- El Hispano
- I Griega
- Lincoln
- Lomas de San Francisco
- Maalot
- Méndez
- La Pacífica
- San Francisco de Dos Ríos
- Sauces
- Saucitos
- Zurquí